# Zingiber albiflorum
Zingiber albiflorum là một loài thực vật có hoa trong họ Gừng. Loài này được Rosemary Margaret Smith miêu tả khoa học đầu tiên năm 1982.

## Mẫu định danh
Mẫu định danh Kerby R. 191; thu thập năm 1977 tại tọa độ 4°4′42″B 114°53′57″Đ / 4,07833°B 114,89917°Đ, cao độ 1.400 m, núi Mulu, Vườn quốc gia núi Mulu, bang Sarawak, Malaysia. Mẫu holotype lưu giữ tại Vườn Thực vật Hoàng gia tại Edinbugh (E).

## Phân bố
Loài bản địa Sarawak và Sabah, các bang thuộc Malaysia trên đảo Borneo. Môi trường sống là rừng ở cao độ 100-1.400 m.